# Мид (Оклахома)
Мид (енгл. Mead) град је у америчкој савезној држави Оклахома.

## Демографија
По попису из 2010. године број становника је 122, што је 1 (-0,8%) становника мање него 2000. године.
| Група             | 2000.      | 2010.      |
| Белци             | 95 (77,2%) | 90 (73,8%) |
| Афроамериканци    | 0 (0,0%)   | 2 (1,6%)   |
| Азијати           | 0 (0,0%)   | 0 (0,0%)   |
| Хиспаноамериканци | 3 (2,4%)   | 2 (1,6%)   |
| Укупно            | 123        | 122        |